# The Walking Dead (franchise)
A Walking Dead egy amerikai franchise, amelyet Robert Kirkman, Tony Moore és Charlie Adlard készített, beleértve egy képregény-sorozatot, televíziós sorozatot, filmeket, regényeket.

## Képregény
A The Walking Dead televíziós sorozat az azonos nevű képregénysorozatból származik. Ez egy havonta megjelenő fekete-fehér képregény-sorozatból állnak, amelyek Rick Grimes és családja utazásait követi nyomon egy zombi apokalipszisben.
Az első rész 2003-ban jelent meg az Image Comics kiadó által, a sorozatot Robert Kirkman író készítette és Tony Moore rajzolta, akit később a 7. kiadástól kezdve Charlie Adlard váltott fel, bár Moore továbbra is a borítókat készítette. A Walking Dead képregény sorozat 2010-ben elnyerte az Eisner-díjat a San Diego Comic-Con-on. A utolsó (193.) rész 2019-ben jelent meg. Magyarországon 2011. áprilisában jelent meg az első kötet (1-6. rész), jelenleg 27 kötet olvasható magyarul.

## Televíziós sorozatok

### The Walking Dead(2010-2022)
A seriff helyettes, Rick Grimes felébred a kómából egy poszt-apokaliptikus világban, ahol az élőhalottak, akiket kóborlóként ismernek, átvették a hatalmat. Ricknek meg kell küzdenie a túléléséért, hogy megvédje családját és barátait, miközben útközben új szövetségesekkel találkozik és szembeszáll azokkal az ellenségekkel, akik megpróbálják átvenni a közösségeket.

### Fear The Walking Dead(2015-2023)
A sorozat visszavisz bennünket a zombi-apokalipszis kezdetéhez. Abban az időben járunk, amikor teljesen ismeretlen okokból viharos sebességgel változott a világ, amikor senki nem tudta pontosan, mi is történik, amikor az emberek addig megszokott élete fenekestől fordult fel, ráadásul úgy, ahogyan azt korábban soha senki nem képzelte volna. A sorozat Madison Clark középiskolai tanácsadó és családját követi, barátját Travis-t, lányát Alicia-t, valamint drogos fiát Nick-et.

### The Walking Dead: World Beyond(2020-2021)
Ez a sorozat olyan túlélőkről fog szólni, akik már a zombi-apokalipszis után születtek és nem tudják, hogy milyen a normális világ, vagyis egy fiatal generáció tagjai.

### Tales of The Walking Dead(2022)
Ez egy antológia sorozat lesz, amely korábban bemutatott és vadonatúj karakterekre koncentrál majd. A produkció sajátossága lesz azonban, hogy minden epizód különálló történeteket fog elmesélni.

### The Walking Dead: Daryl Dixon(2023-2026)
Ez a sorozat a The Walking Dead befejezése után fog játszódni, ahol Daryl lesz a főszereplő. A 2. évadtól pedig Carol karaktere is csatlakozik a sorozathoz.

### The Walking Dead: Dead City(2023-)
Ez a sorozat a The Walking Dead befejezése után fog játszódni, Meggie és Negan lesz a két főszereplő.

### The Walking Dead: The Ones Who Live(2024)
Rick és Michonne egy másik világba kerül, amely a holtak elleni háborúra épül… És végső soron az élők elleni háborúra. Vajon megtalálják-e egymást és azt, akik voltak, egy olyan helyen és helyzetben, amelyhez hasonlót még soha nem ismertek? Ellenségek? Szerelmesek? Áldozatok? Győztesek? Egymás nélkül élnek-e egyáltalán – vagy rájönnek, hogy ők is csupán Sétáló Holtak?

## Évados áttekintés
| Sorozat                             | Évad | Évad | Részek száma | Részek száma      | Sugárzás             | Sugárzás             | Sugárzás            | Sugárzás             | Sugárzás             | Sugárzás           | Showrunner                          | Állapot         |
| Sorozat                             | Évad | Évad | Részek száma | Részek száma      | Eredeti sugárzás     | Eredeti sugárzás     | Eredeti sugárzás    | Magyar sugárzás      | Magyar sugárzás      | Magyar sugárzás    | Showrunner                          | Állapot         |
| Sorozat                             | Évad | Évad | Részek száma | Részek száma      | Premier              | Évadzáró             | Adó                 | Premier              | Évadzáró             | Adó                | Showrunner                          | Állapot         |
| ----------------------------------- | ---- | ---- | ------------ | ----------------- | -------------------- | -------------------- | ------------------- | -------------------- | -------------------- | ------------------ | ----------------------------------- | --------------- |
| The Walking Dead                    |      | 1    | 6            | 6                 | 2010. október 31.    | 2010. december 5.    | AMC                 | 2014. február 10.    | 2014. február 24.    | FOX                | Frank Darabont                      | Befejezve       |
| The Walking Dead                    |      | 2    | 13           | 13                | 2011. október 16.    | 2012. március 18.    | AMC                 | 2014. március 3.     | 2014. április 14.    | FOX                | Glen Mazzara                        | Befejezve       |
| The Walking Dead                    |      | 3    | 16           | 16                | 2012. október 14.    | 2013. március 31.    | AMC                 | 2014. április 14.    | 2014. június 9.      | FOX                | Glen Mazzara                        | Befejezve       |
| The Walking Dead                    |      | 4    | 16           | 16                | 2013. október 13.    | 2014. március 30.    | AMC                 | 2014. szeptember 1.  | 2014. október 8.     | FOX                | Scott M. Gimple                     | Befejezve       |
| The Walking Dead                    |      | 5    | 16           | 16                | 2014. október 12.    | 2015. március 29.    | AMC                 | 2014. október 13.    | 2015. március 30.    | FOX                | Scott M. Gimple                     | Befejezve       |
| The Walking Dead                    |      | 6    | 16           | 16                | 2015. október 11.    | 2016. április 3.     | AMC                 | 2015. október 12.    | 2016. április 4.     | FOX                | Scott M. Gimple                     | Befejezve       |
| The Walking Dead                    |      | 7    | 16           | 16                | 2016. október 23.    | 2017. április 2.     | AMC                 | 2016. október 24.    | 2017. április 3.     | FOX                | Scott M. Gimple                     | Befejezve       |
| The Walking Dead                    |      | 8    | 16           | 16                | 2017. október 22.    | 2018. április 15.    | AMC                 | 2017. október 23.    | 2018. április 16.    | FOX                | Scott M. Gimple                     | Befejezve       |
| The Walking Dead                    |      | 9    | 16           | 16                | 2018. október 7.     | 2019. március 31.    | AMC                 | 2018. október 8.     | 2019. április 1.     | RTL Spike          | Angela Kang                         | Befejezve       |
| The Walking Dead                    |      | 10   | 22           | 16                | 2019. október 6.     | 2020. október 4.     | AMC                 | 2019. október 7.     | 2020. október 5.     | RTL Spike          | Angela Kang                         | Befejezve       |
| The Walking Dead                    | 6    | 10   | 22           | 2021. február 28. | 2021. április 4.     | 2021. szeptember 1.  | 2021. szeptember 1. | HBO Go               |                      |                    | Angela Kang                         | Befejezve       |
| The Walking Dead                    |      | 11   | 24           | 24                | 2021. augusztus 22.  | 2022. november 20.   | AMC                 | 2022. június 14.     | 2022. november 21.   | Disney+            | Angela Kang                         | Befejezve       |
| Fear The Walking Dead               |      | 1    | 6            | 6                 | 2015. augusztus 23.  | 2015. október 4.     | AMC                 | 2015. augusztus 24.  | 2015. október 5.     | AMC                | Dave Erickson                       | Befejezve       |
| Fear The Walking Dead               |      | 2    | 15           | 15                | 2016. április 10.    | 2016. október 2.     | AMC                 | 2016. április 11.    | 2016. október 3.     | AMC                | Dave Erickson                       | Befejezve       |
| Fear The Walking Dead               |      | 3    | 16           | 16                | 2017. június 4.      | 2017. október 15.    | AMC                 | 2017. június 5.      | 2017. október 16.    | AMC                | Dave Erickson                       | Befejezve       |
| Fear The Walking Dead               |      | 4    | 16           | 16                | 2018. április 15.    | 2018. szeptember 30. | AMC                 | 2018. április 16.    | 2018. október 1.     | AMC                | Andrew Chambliss és Ian B. Goldberg | Befejezve       |
| Fear The Walking Dead               |      | 5    | 16           | 16                | 2019. június 2.      | 2019. szeptember 29. | AMC                 | 2019. június 3.      | 2019. szeptember 30. | AMC                | Andrew Chambliss és Ian B. Goldberg | Befejezve       |
| Fear The Walking Dead               |      | 6    | 16           | 16                | 2020. október 11.    | 2021. június 6.      | AMC                 | 2020. október 12.    | 2021. június 7.      | AMC                | Andrew Chambliss és Ian B. Goldberg | Befejezve       |
| Fear The Walking Dead               |      | 7    | 16           | 16                | 2021. október 17.    | 2022. június 5.      | AMC                 | 2021. október 18.    | 2022. június 6.      | AMC                | Andrew Chambliss és Ian B. Goldberg | Befejezve       |
| Fear The Walking Dead               |      | 8    | 12           | 12                | 2023. május 14.      | 2023. november 19.   | AMC                 | 2023. május 15.      | 2023. november 20.   | AMC                | Andrew Chambliss és Ian B. Goldberg | Befejezve       |
| TWD: World Beyond                   |      | 1    | 10           | 10                | 2020. október 4.     | 2020. december 6.    | AMC                 | 2020. december 6.    | 2020. december 6.    | Amazon Prime Video | Matthew Negrete                     | Befejezve       |
| TWD: World Beyond                   |      | 2    | 10           | 10                | 2021. október 3.     | 2021. december 5.    | AMC                 | 2021. december 5.    | 2021. december 5.    | Amazon Prime Video | Matthew Negrete                     | Befejezve       |
| Tales of The Walking Dead           |      | 1    | 6            | 6                 | 2022. augusztus 14.  | 2022. szeptember 18. | AMC                 | 2024. augusztus 19.  | 2024. szeptember 23. | AMC                | Channing Powell                     | Befejezve       |
| The Walking Dead: Daryl Dixon       |      | 1    | 6            | 6                 | 2023. szeptember 10. | 2023. október 15.    | AMC                 | 2024. április 8.     | 2024. május 13.      | AMC                | David Zabel                         | Leadva          |
| The Walking Dead: Daryl Dixon       |      | 2    | 6            | 6                 | 2024. szeptember 29. | 2024. november 3.    | AMC                 | 2024. szeptember 30. | 2024. november 4.    | AMC                | David Zabel                         | Leadva          |
| The Walking Dead: Daryl Dixon       |      | 3    | 7            | 7                 | 2025. szeptember 7.  | 2025. október 19.    | AMC                 | 2025. szeptember 8.  | 2025. október 20.    | AMC                | David Zabel                         | Bemutatásra vár |
| The Walking Dead: Daryl Dixon       |      | 4    | 8            | 8                 | 2026.                | 2026.                | AMC                 | 2026.                | 2026.                | AMC                | David Zabel                         | Forgatás        |
| The Walking Dead: Dead City         |      | 1    | 6            | 6                 | 2023. június 18.     | 2023. július 23.     | AMC                 | 2025. január 27.     | 2025. március 3.     | AMC                | Eli Jorné                           | Leadva          |
| The Walking Dead: Dead City         |      | 2    | 8            | 8                 | 2025. május 4.       | 2025. június 22.     | AMC                 | 2025. május 5.       | 2025. június 23.     | AMC                | Eli Jorné                           | Leadva          |
| The Walking Dead: Dead City         |      | 3    |              |                   |                      |                      | AMC                 |                      |                      | AMC                | Eli Jorné                           | Forgatás        |
| The Walking Dead: The Ones Who Live |      | 1    | 6            | 6                 | 2024. február 25.    | 2024. március 31.    | AMC                 | 2024. február 26.    | 2024. április 1.     | AMC                | Scott Gimple                        | Befejezve       |

## Regények
A The Walking Dead hivatalos regényei a képregény univerzumában találhatók meg.
- Robert Kirkman & Jay Bonansinga – A kormányzó színre lép

- Robert Kirkman & Jay Bonansinga – A Woodburybe vezető út
- Robert Kirkman & Jay Bonansinga – A kormányzó bukása I. rész
- Jay Bonansinga – A kormányzó bukása II. rész
- Jay Bonansinga – Alászállás
- Jay Bonansinga – Invázió
- Jay Bonansinga – Keress és pusztíts!
- Jay Bonansinga – Visszatérés Woodburybe

## Fordítás
- Ez a szócikk részben vagy egészben  a   The Walking Dead (franchise) című angol Wikipédia-szócikk ezen változatának fordításán alapul.  Az eredeti cikk szerkesztőit annak laptörténete sorolja fel. Ez a jelzés csupán a megfogalmazás eredetét és a szerzői jogokat jelzi, nem szolgál a cikkben szereplő információk forrásmegjelöléseként.